# Mainà comú

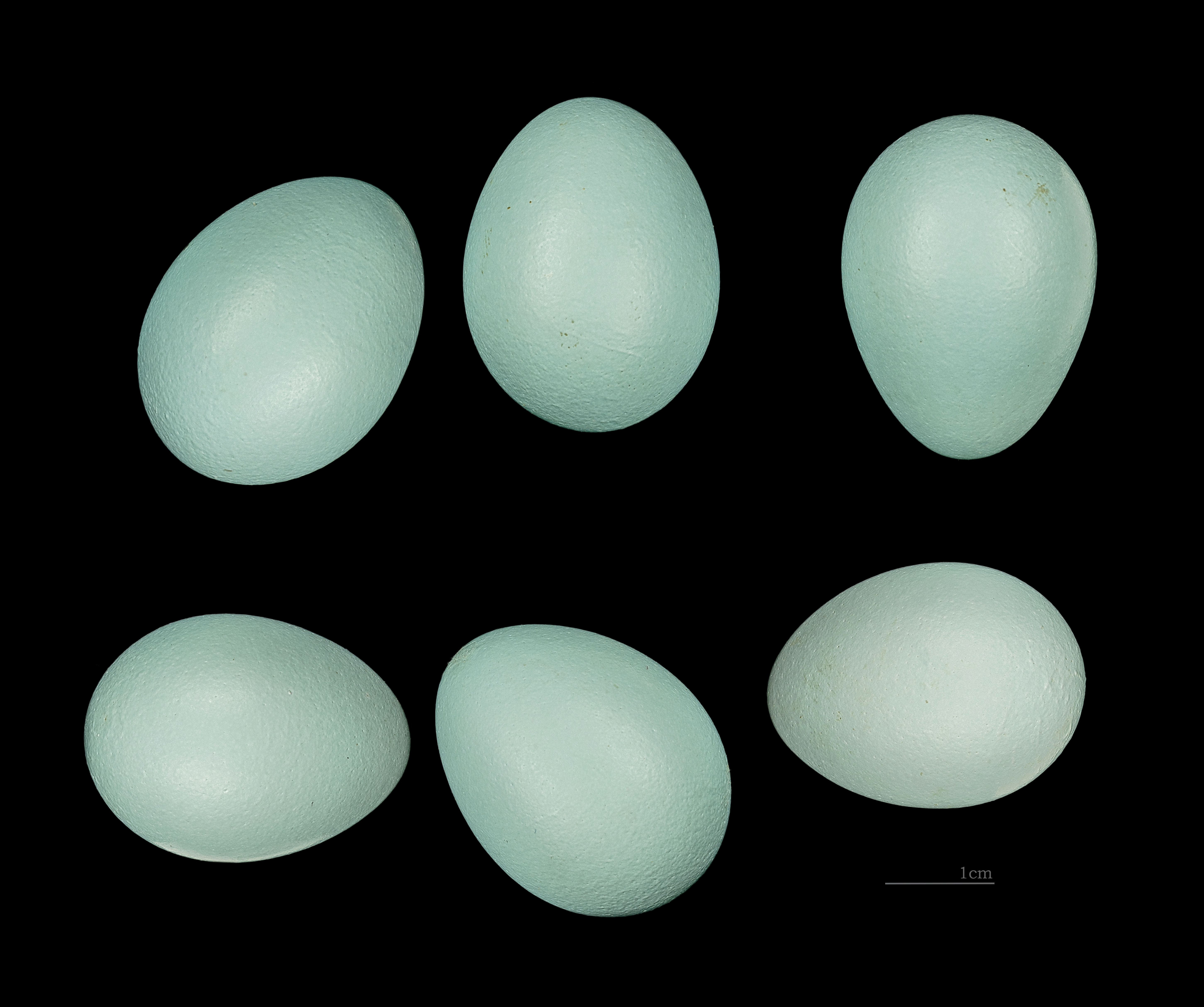
Acridotheres tristis

El mainà comú o minà comú (Acridotheres tristis) és una espècie d'ocell de la família dels estúrnids (Sturnidae) que habita als camps oberts, terres de conreu i encara ciutats des de l'Iran i Afganistan fins a la Xina, l'Índia i el sud-est asiàtic. El seus hàbitats són els manglars, els herbassars secs i inundables, les terres llaurades, les plantacions i les àrees urbanes. El seu estat de conservació es considera de risc mínim.

## Espècie invasora
La Unió Internacional per la Conservació de la Natura (UICN) va incloure el mainà comú a la llista de les espècies invasores més perjudicials del món. Només hi ha tres espècies d'aus en aquesta llista, les altres dues són el bulbul cul-roig i l'estornell comú. Ha estat introduït àmpliament en zones fora de la seva àrea de distribució natural, incloses les zones adjacents al Sud-est asiàtic, Madagascar, Orient Mitjà, Sud-àfrica, Israel, Amèrica del Nord, Europa, Austràlia, Nova Zelanda i diverses illes oceàniques, entre les quals destaca l'abundant població de Hawaii. El mainá comú és considerat una plaga a Sud-àfrica, Amèrica del Nord, Orient Mitjà, Austràlia, Nova Zelanda i moltes illes del Pacífic. És particularment problemàtic a Austràlia, on s'han intentat diversos mètodes per controlar la mida de les seves poblacions i protegir les espècies natives.
Un estudi va concloure que hi va haver almenys 22 introduccions accidentals i independents de tres espècies de mainàs (el comú, el fosc i el crestat) des de començaments dels anys 90 a la península Ibèrica i en tres arxipèlags (illes Balears, illes Canàries i Madeira). A Tenerife hi havia poblacions reproductores de mainà comú introduïdes des del 1993. També s'havia registrat la nidificació d'individus assilvestrats al Baix Llobregat, el Garraf i a Mallorca. Les iniciatives d'erradicació van permetre eliminar poblacions insulars de mainà comú en quatre illes, però l'espècie es manté a l'estuari del Tajo (Portugal).
Així mateix, tots els tàxons del gènere Acridotheres estan inclosos en el Catàleg Espanyol d'Espècies Exòtiques Invasores, regulat pel Reial Decret 630/2013, de 2 d'agost, i està prohibida a Espanya la seva introducció al medi natural, possessió, transport, trànsit i comerç.